# SORM
SORM (ros. Система Оперативно-Розыскных Мероприятий – COPM, dosł. System Operacyjno-Poszukiwawczy Wydarzeń) – system informatyczny Federalnej Służby Bezpieczeństwa Federacji Rosyjskiej monitorujący aktywność telefoniczną i internetową, w tym aktywność w sieciach społecznościowych.
Pierwsza wersja system (SORM-1) ruszyła w 1996, następna SORM-2 w 1998, zaś SORM-3 została zaprojektowała w 2014 i operatorzy telekomunikacyjni w Rosji byli zobowiązani zainstalować ją od 31 marca 2015 roku.
System bywa porównywany z amerykańskim systemem Echelon.